# AbeBooks
AbeBooks – platforma internetowa umożliwiająca handel książkami, zwłaszcza tytułami używanymi, rzadkimi bądź niedostępnymi. Przedsiębiorstwo rozpoczęło działalność w 1996 r.
W 2008 r. firma została przejęta przez Amazon. W tymże roku oferta serwisu składała się z 110 mln książek oferowanych przez 13,5 tys. sprzedających.